# Koelreuteria bipinnata
Koelreuteria bipinnata é uma árvore nativa da China conhecida pelo nome popular de árvore-da-china usada no paisagismo em diversos países.
A planta foi descrita pelo botânico francês Adrien René Franchet e publicado no periódico Bulletin de la Société Botanique de France no ano de 1886.